# Kira María
Kira María (en búlgaro: Кира Мария), o solamente María, fue la zarina consorte de Bulgaria, primera esposa del zar Iván Shishman (reino entre 1371 y 1395). Casi no existen fuentes históricas acerca de ella. Su nombre es mencionado en el libro de Boril de la siguiente manera:

... Para Kira María, la piadosa emperatriz del gran emperador Iván Shishman, eterno recuerdo.
Para la señora Desislava, la madre de la piadosa emperatriz María - del gran emperador Iván Shishman, llamada en forma de ángel Débora, eterno recuerdo ...

La interpretación del extracto citado no es segura. Es posible que María y Kira María fueran dos mujeres diferentes. Se sabe que Iván Shishman tenía una segunda esposa - Dragana, la hija del príncipe Lazar de Serbia y Milica. El príncipe Lazar no tenía una esposa llamada Desislava y por lo tanto es posible que el nombre de la primera esposa del emperador era sólo María, mientras que Dragana podría haber sido llamado Kira María, a menos que hubiera un error en el párrafo y los lugares de las dos emperatrices fueran cambiadas.
Otra posibilidad es que los dos nombres fueran de una persona, la primera esposa del emperador, mencionada una vez como Kira María y luego como María. Esta opción, sin embargo, plantea la pregunta de por qué el nombre de la segunda esposa de Iván Shishman es omitido.
Ha sido sugerido que Kira María descendía de una noble familia importante de la capital, Tarnovo. Los nombres de los hijos producidos por el primer matrimonio de Iván Shishman son desconocidos. Tuvo tres hijos Alejandro, Asen y Fruzhin pero no se sabe de que esposa nacieron. Es probable que tuviera otros hijos que murieron en la infancia y se mencionan en el libro de Boril.